# Muelleranthus stipularis
Muelleranthus stipularis är en ärtväxtart som först beskrevs av John McConnell Black, och fick sitt nu gällande namn av Alma Theodora Lee. Muelleranthus stipularis ingår i släktet Muelleranthus och familjen ärtväxter. Inga underarter finns listade i Catalogue of Life.

## Bildgalleri

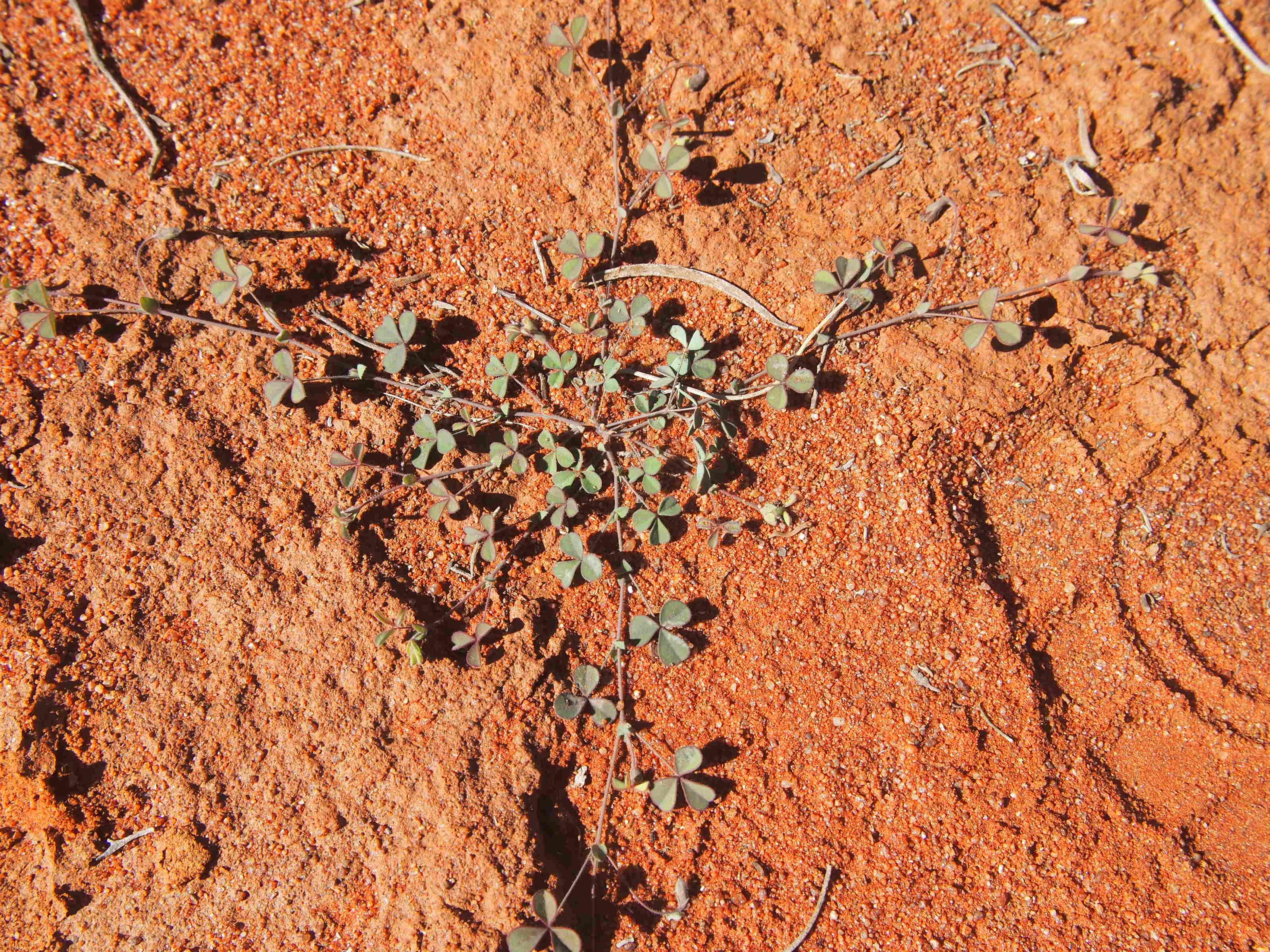
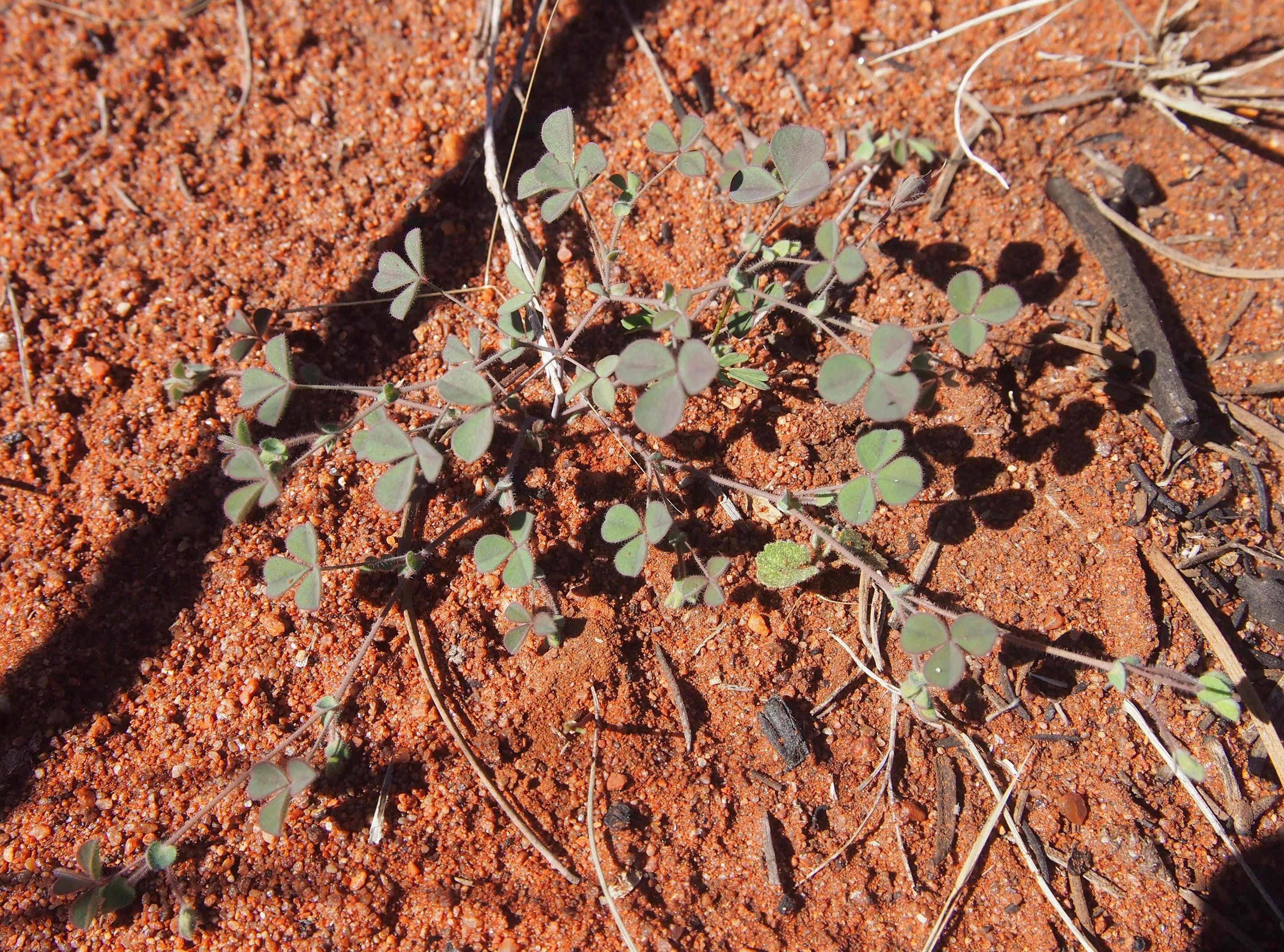